# Parteniusz II (patriarcha Aleksandrii)
Parteniusz II (ur. 1735, zm. 1805) – prawosławny patriarcha Aleksandrii od 24 września 1788 do 21 września 1805.